# Football aux Jeux olympiques de 1912
Navigation
Londres 1908 Anvers 1920
Le tournoi de football des Jeux olympiques de 1912 à Stockholm s'est déroulé du 29 juin au 5 juillet 1912. C'est la quatrième fois que le football est au calendrier olympique, mais seulement la deuxième édition officielle après celle de 1908. Bien que le nombre de participants par rapport à la première compétition ait pratiquement doublé, les trois mêmes équipes sont médaillées et dans le même ordre que quatre ans auparavant. Tout comme la Football Association anglaise avait géré la compétition olympique de football 1908 à Londres, la fédération suédoise organise l'événement en 1912.
La France et la Belgique déclarent forfait peu avant le début du tournoi, qui se déroule donc entre onze nations, toutes européennes, la Grande-Bretagne remportant la médaille d'or (le CIO considère également une médaille d'or pour l'Irlande qui faisait alors partie du Royaume-Uni). Le Danemark et les Pays-Bas complètent le podium.
La Finlande entre dans les Jeux olympiques de façon controversée. Rattachée à l'Empire russe, l'équipe finlandaise parade lors de la cérémonie d'ouverture sans drapeau, manifestant ainsi sa distanciation des Russes.
Le meilleur buteur du tournoi principal est le Britannique Harold Walden avec neuf buts. Dans le tournoi de consolation, l'Allemagne gagne 16-0 contre la Russie, le match voyant notamment Gottfried Fuchs égaler le record de dix buts en une rencontre de Sophus Nielsen, seulement dépassé ultérieurement en 2001 par l'Australien Archie Thompson. Ce résultat est toujours la plus large victoire de l'équipe nationale allemande.
Les rencontres se déroulent dans trois stades différents. Des onze matchs du tournoi olympique, deux sont joués à l'Idrottsplats de Traneberg dans la banlieue de Stockholm, cinq matchs, dont celui pour la médaille de bronze, au Råsunda Idrottsplats de Solna près de la capitale, et quatre matchs, dont la finale, ont lieu au stade olympique de Stockholm.
| Épreuve           | Or :            | Argent : | Bronze : |
| Football masculin | Grande-Bretagne | Danemark | Pays-Bas |

## Stades
| Comté de Stockholm           | Comté de Stockholm      | Comté de Stockholm   |
| ---------------------------- | ----------------------- | -------------------- |
| Stade olympique de Stockholm | Tranebergs Idrottsplats | Råsunda Idrottsplats |
| Capacité : 33 000            | Capacité : 2 000        | Capacité : 8 000     |
|                              |                         |                      |

## Équipes participantes
Le tournoi enregistre un record d'inscriptions avec treize équipes acceptées, toutes d'Europe, l'inscription de la Bohême étant par ailleurs refusée car seules les dix-huit nations alors affiliées à la FIFA et reconnues par le CIO sont autorisées à prendre part au tournoi. Le Portugal, la Suisse et le Luxembourg sont les seuls membres européens de la FIFA qui ne se sont pas inscrits. Contrairement à l'édition précédente où la France avait par exemple pu engager deux sélections, une seule équipe est désormais autorisée par nation, alors que certains pays envisageaient d'envoyer deux équipes (Allemagne, Hongrie, Norvège). La Grande-Bretagne ne pouvant par conséquent pas envoyer les équipes des quatre associations de football que sont l'Angleterre, l'Écosse, le pays de Galles et l'Irlande, mais une seule d'entre elles, c'est l'équipe nationale amateur anglaise qui représente les Britanniques, comme en 1908. À la suite du retrait de la Belgique et de la France, il y a tout même onze équipes participantes, soit presque deux fois plus qu'en 1908 lors de la première édition.  
La Belgique et la France confirment dans un premier temps leur participation. Cependant, la fédération belge jette l'éponge avant le tirage au sort parce qu'elle n'est pas en mesure de constituer une équipe digne de ce nom. Quant à la France, elle est bien présente dans le tableau de la compétition mais elle déclare forfait juste avant le début des Jeux. Ce retrait est justifié officiellement par l'indisponibilité de ses deux défenseurs Alfred Gindrat et Paul Romano. Gindrat avait en fait refusé en début d'année de jouer pour la France tant qu'il n'aurait pas de prime de match et avait par conséquent été immédiatement suspendu par le Comité français interfédéral. Un autre athlète olympique potentiel, Marcel Triboulet, s'est vu notifier peu de temps avant le tournoi une peine d'emprisonnement de huit jours parce qu'il avait participé en tant que soldat à un match international.

Photographies d'équipes lors de la compétition
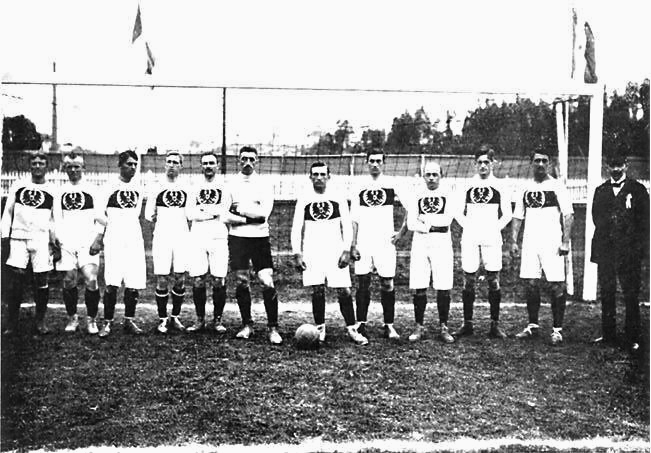
Équipe d'Allemagne
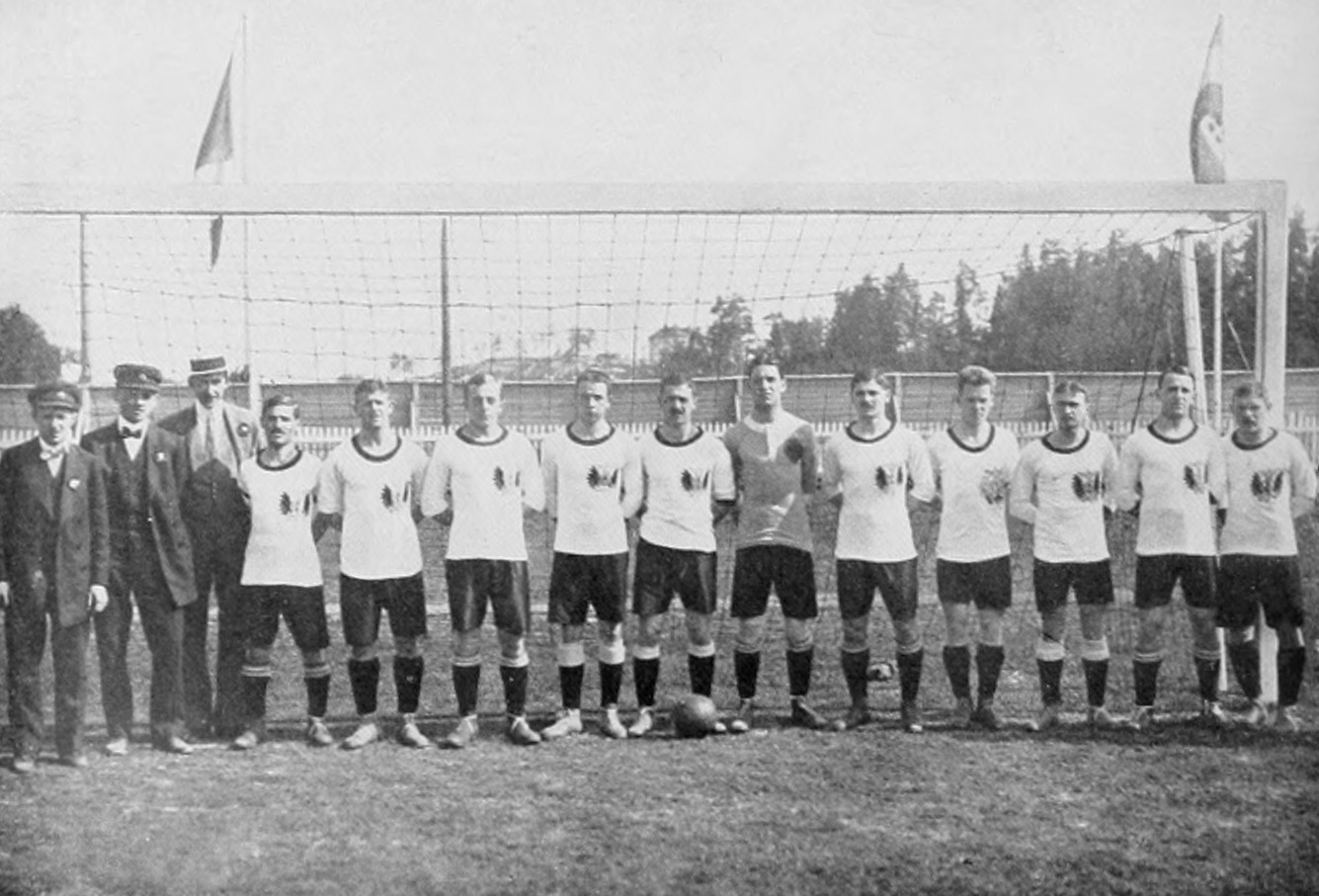
Équipe d'Autriche
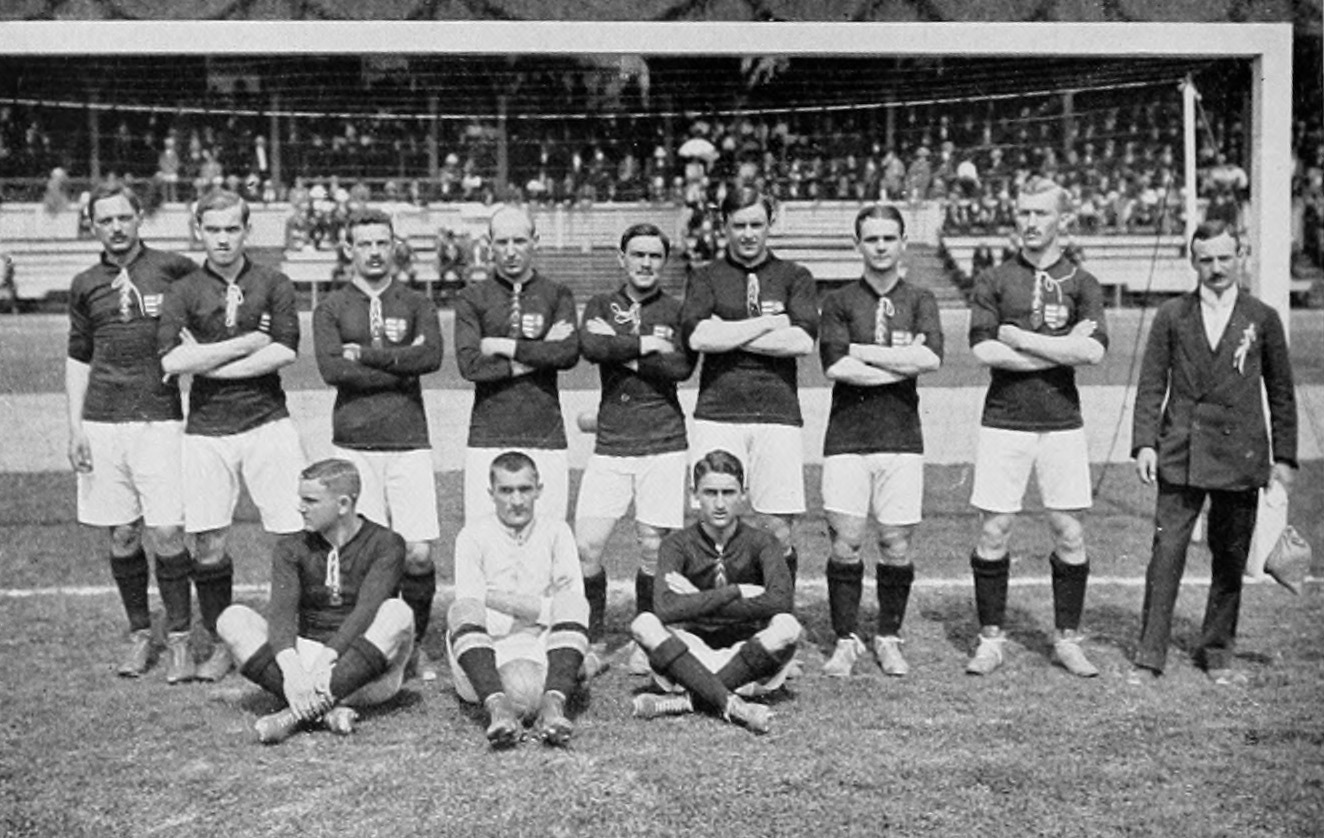
Équipe de Hongrie
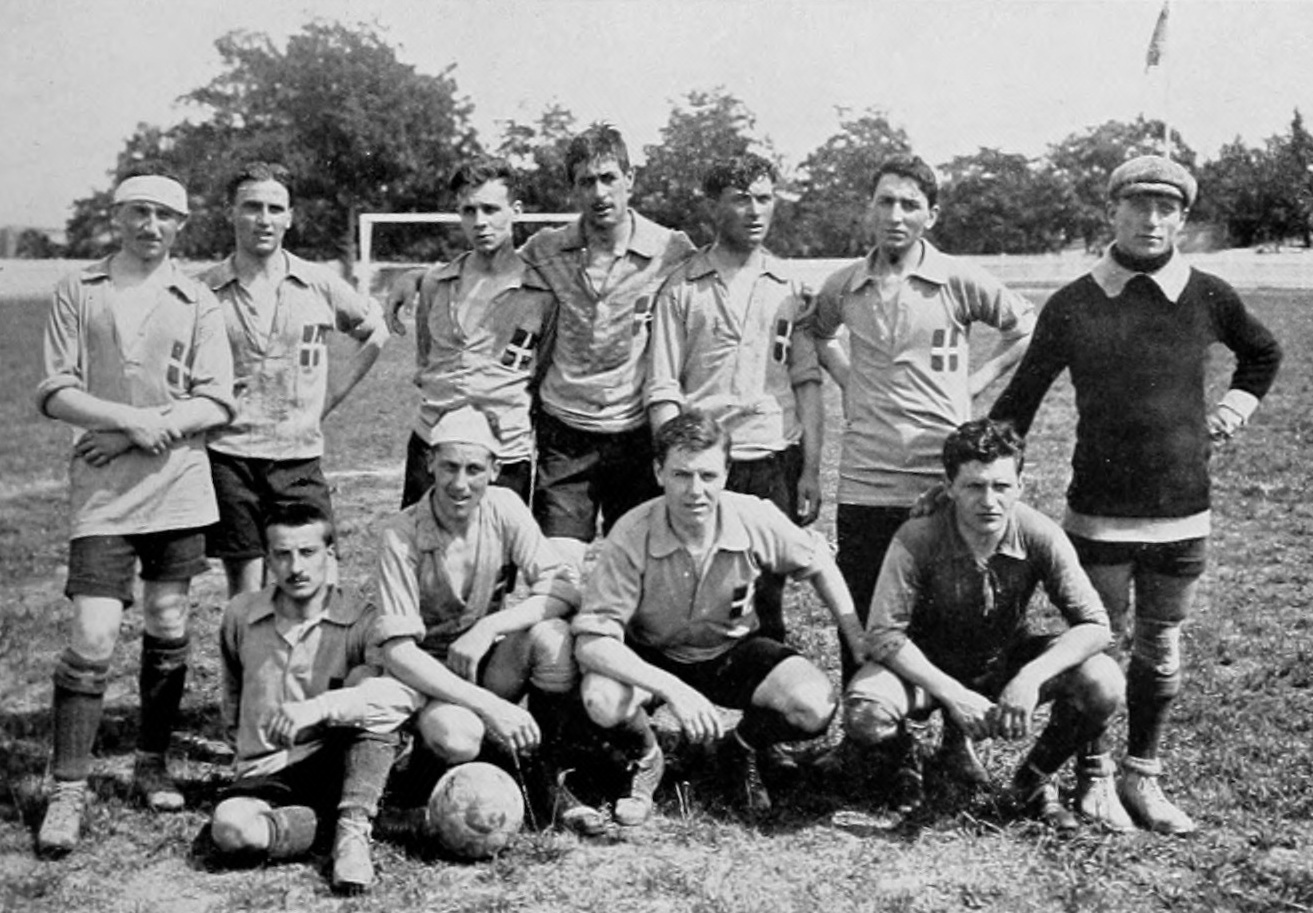
Équipe d'Italie
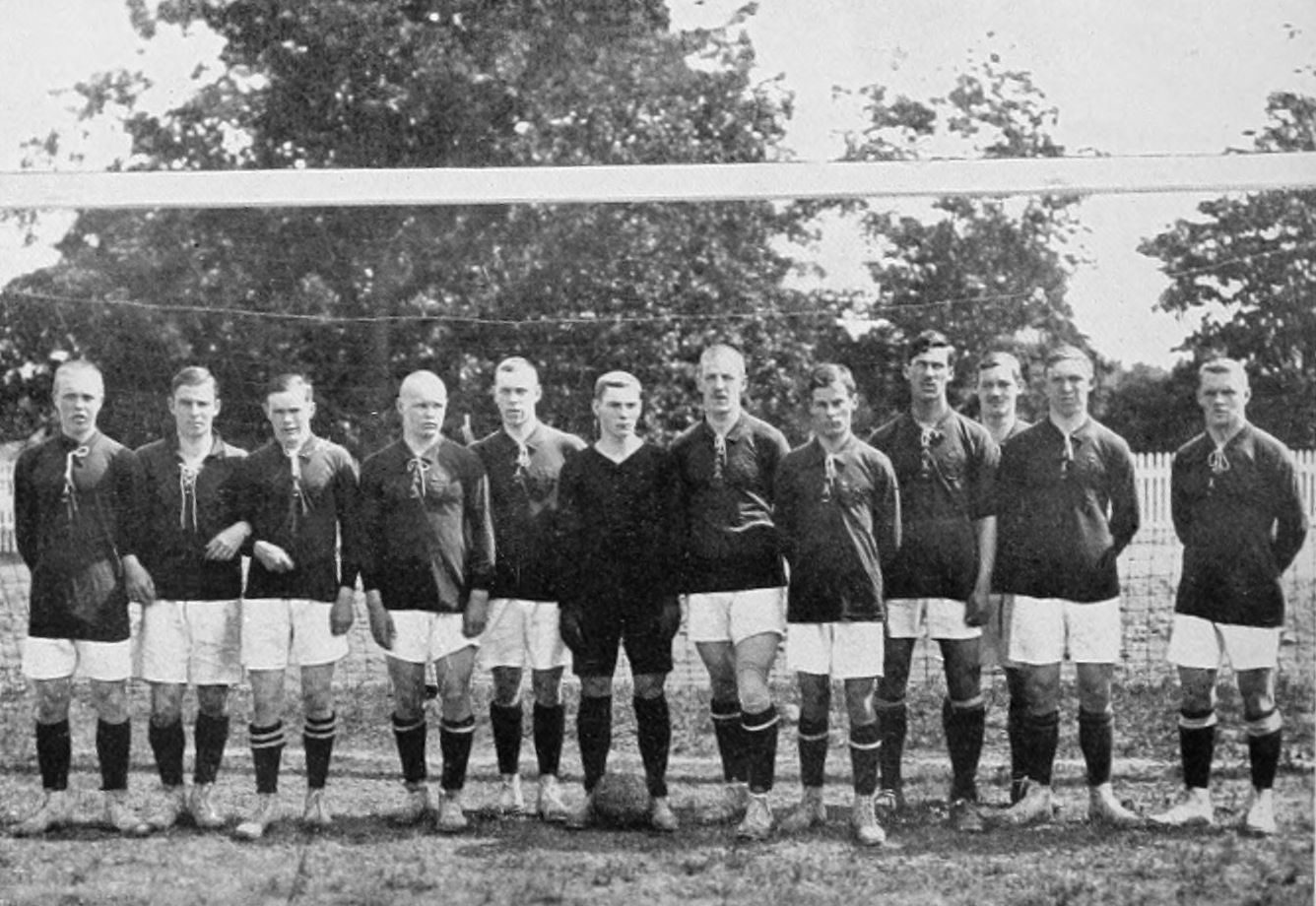
Équipe de Finlande
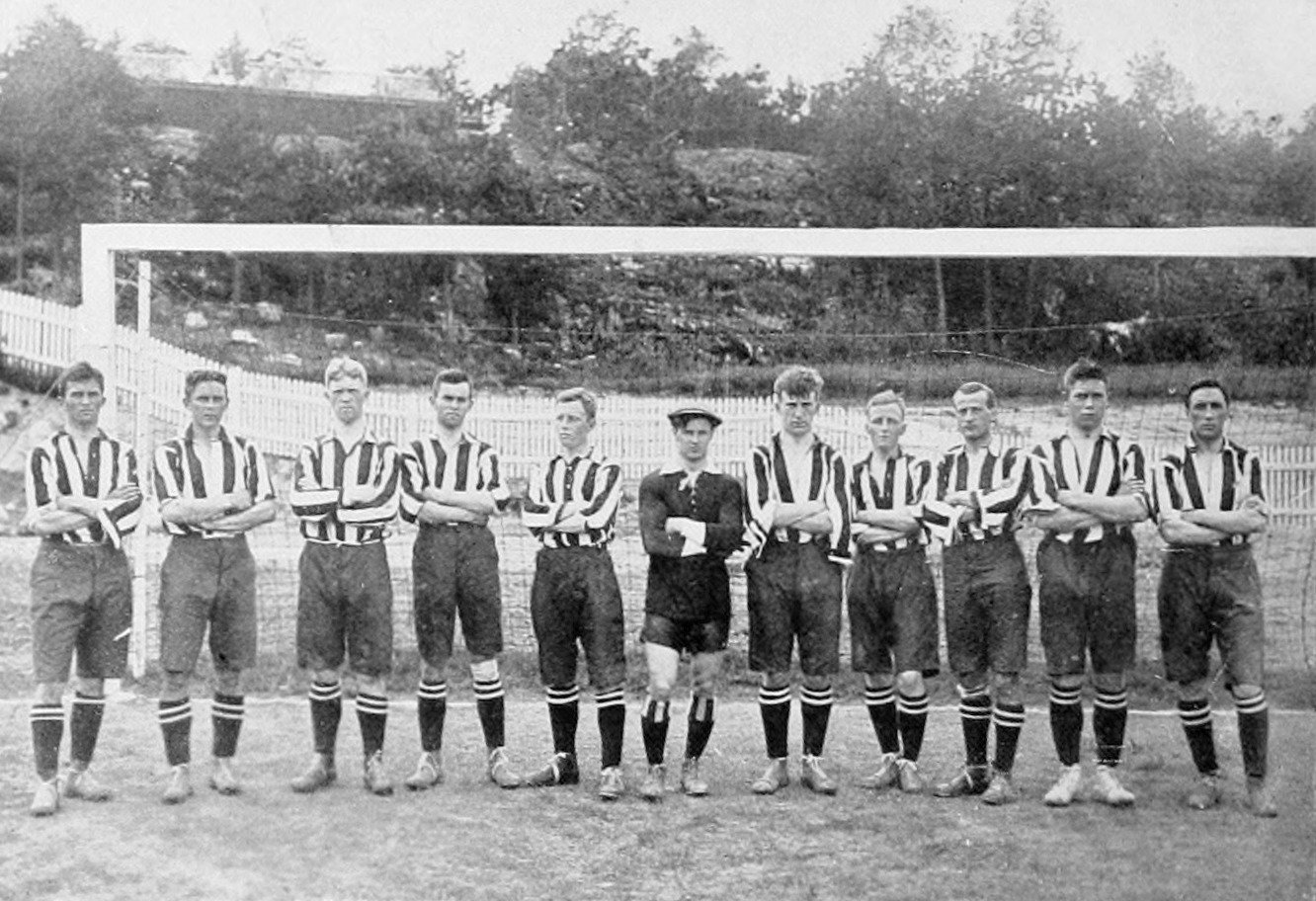
Équipe de Norvège
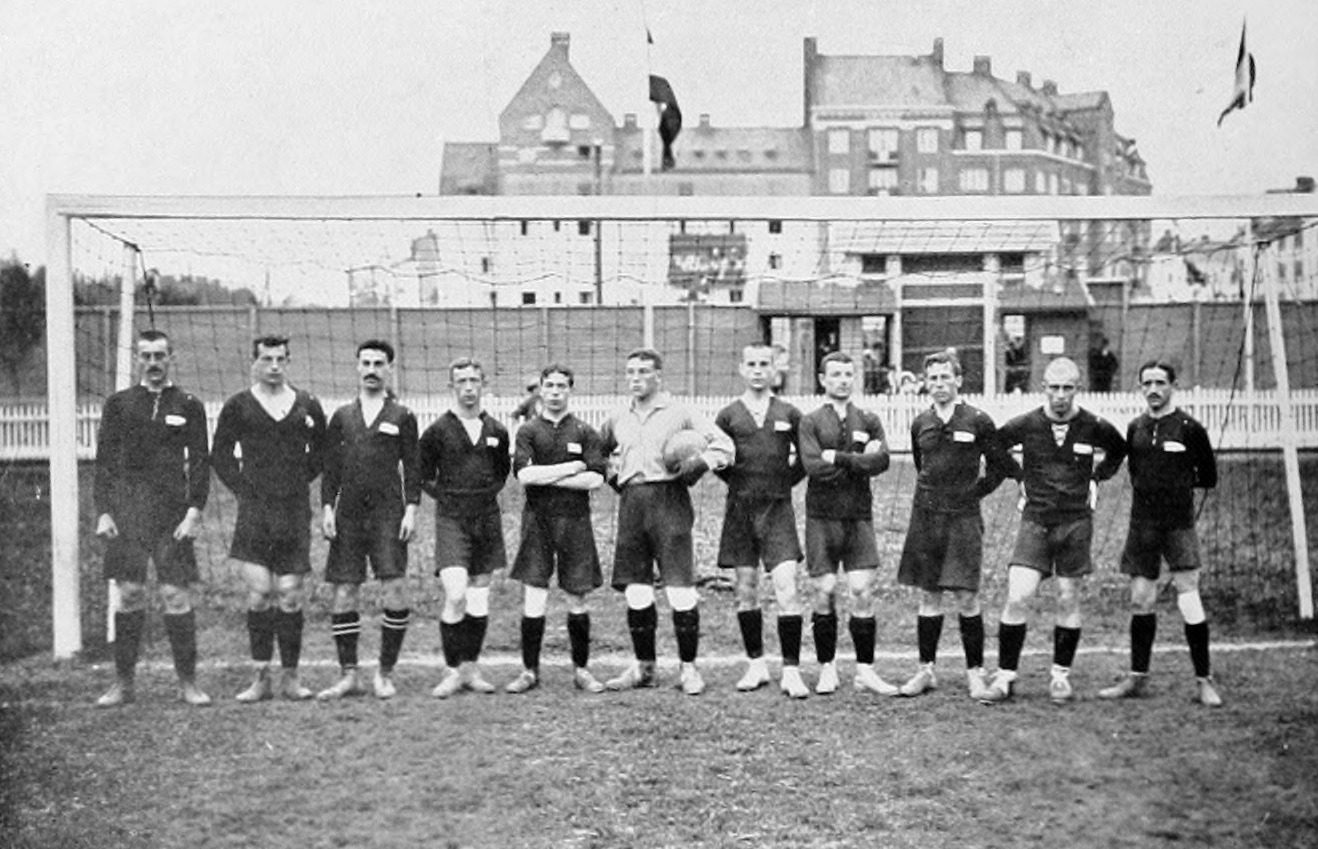
Équipe de Russie
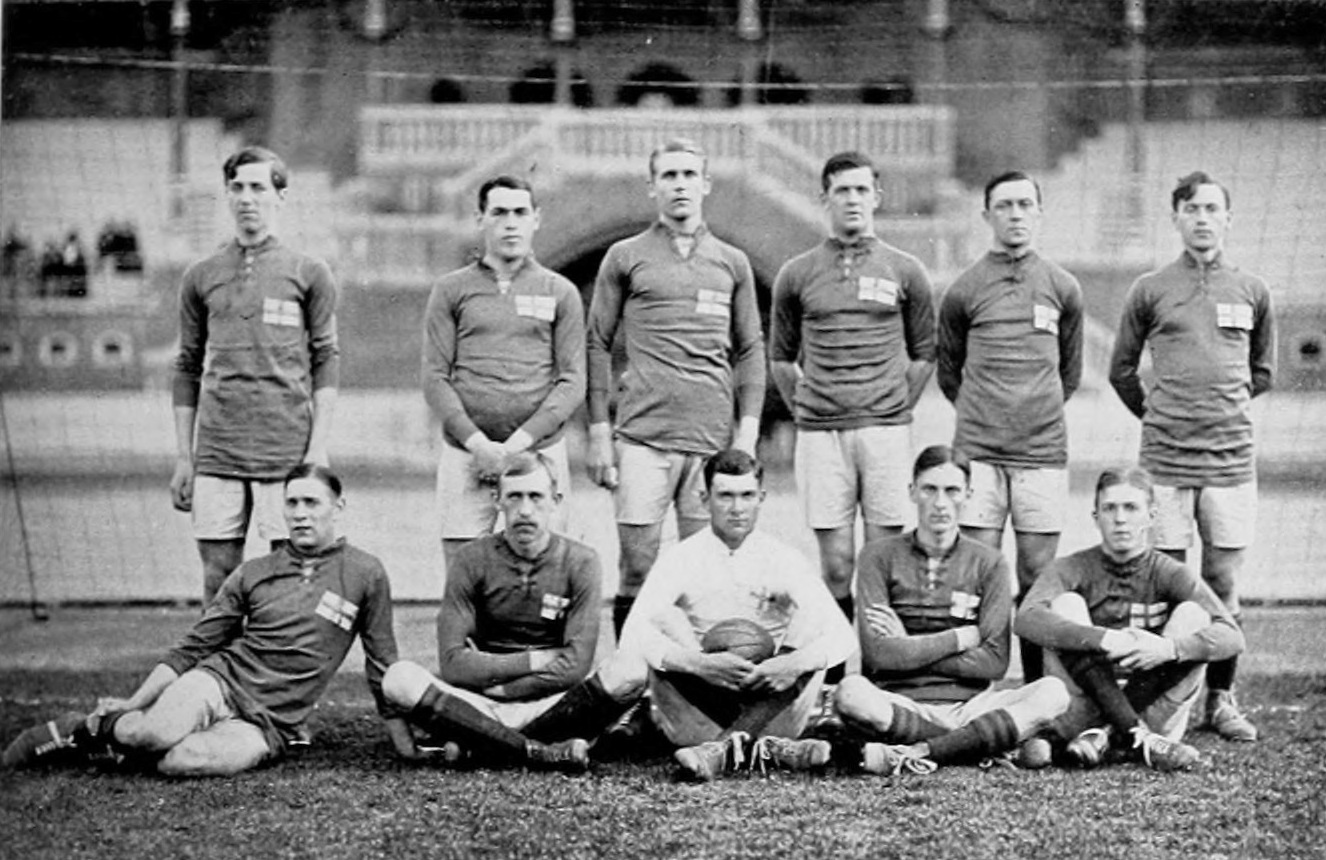
Équipe de Suède

## Tournoi olympique principal

### Tableau
|  | Tour préliminaire        | Tour préliminaire          |                          |                        | Quarts de finale         | Quarts de finale         |   |  | Demi-finales               | Demi-finales               |  |  | Finale                     | Finale                     |
|  | Tour préliminaire        | Tour préliminaire          |                          |                        | Quarts de finale         | Quarts de finale         |   |  | Demi-finales               | Demi-finales               |  |  | Finale                     | Finale                     |
|  |                          |                            |                          |                        |                          |                          |   |  |                            |                            |  |  |                            |                            |
|  |                          |                            |                          |                        | 30 juin 1912 - Stockholm | 30 juin 1912 - Stockholm |   |  | 2 juillet 1912 - Stockholm | 2 juillet 1912 - Stockholm |  |  | 4 juillet 1912 - Stockholm | 4 juillet 1912 - Stockholm |
|  |                          |                            |                          |                        | 30 juin 1912 - Stockholm | 30 juin 1912 - Stockholm |   |  | 2 juillet 1912 - Stockholm | 2 juillet 1912 - Stockholm |  |  | 4 juillet 1912 - Stockholm | 4 juillet 1912 - Stockholm |
|  | Grande-Bretagne          | Q.                         |                          |                        | 30 juin 1912 - Stockholm | 30 juin 1912 - Stockholm |   |  | 2 juillet 1912 - Stockholm | 2 juillet 1912 - Stockholm |  |  | 4 juillet 1912 - Stockholm | 4 juillet 1912 - Stockholm |
|  | Grande-Bretagne          | Q.                         |                          |                        | 30 juin 1912 - Stockholm | 30 juin 1912 - Stockholm |   |  | 2 juillet 1912 - Stockholm | 2 juillet 1912 - Stockholm |  |  | 4 juillet 1912 - Stockholm | 4 juillet 1912 - Stockholm |
|  |                          |                            |                          |                        | 30 juin 1912 - Stockholm | 30 juin 1912 - Stockholm |   |  | 2 juillet 1912 - Stockholm | 2 juillet 1912 - Stockholm |  |  | 4 juillet 1912 - Stockholm | 4 juillet 1912 - Stockholm |
|  | Grande-Bretagne          | 7                          |                          |                        |                          |                          |   |  | 2 juillet 1912 - Stockholm | 2 juillet 1912 - Stockholm |  |  | 4 juillet 1912 - Stockholm | 4 juillet 1912 - Stockholm |
|  | Grande-Bretagne          | 7                          |                          |                        |                          |                          |   |  | 2 juillet 1912 - Stockholm | 2 juillet 1912 - Stockholm |  |  | 4 juillet 1912 - Stockholm | 4 juillet 1912 - Stockholm |
|  |                          | Hongrie                    | 0                        |                        |                          |                          |   |  | 2 juillet 1912 - Stockholm | 2 juillet 1912 - Stockholm |  |  | 4 juillet 1912 - Stockholm | 4 juillet 1912 - Stockholm |
|  | Hongrie                  | Hongrie                    | 0                        | Q.                     |                          |                          |   |  | 2 juillet 1912 - Stockholm | 2 juillet 1912 - Stockholm |  |  | 4 juillet 1912 - Stockholm | 4 juillet 1912 - Stockholm |
|  | Hongrie                  | 30 juin 1912 - Traneberg   |                          | Q.                     |                          |                          |   |  | 2 juillet 1912 - Stockholm | 2 juillet 1912 - Stockholm |  |  | 4 juillet 1912 - Stockholm | 4 juillet 1912 - Stockholm |
|  |                          |                            |                          |                        |                          |                          |   |  | 2 juillet 1912 - Stockholm | 2 juillet 1912 - Stockholm |  |  | 4 juillet 1912 - Stockholm | 4 juillet 1912 - Stockholm |
|  | Grande-Bretagne          | 4                          |                          |                        |                          |                          |   |  |                            |                            |  |  | 4 juillet 1912 - Stockholm | 4 juillet 1912 - Stockholm |
|  | Grande-Bretagne          | 4                          | 29 juin 1912 - Traneberg |                        |                          |                          |   |  |                            |                            |  |  | 4 juillet 1912 - Stockholm | 4 juillet 1912 - Stockholm |
|  |                          | Finlande                   | 0                        |                        |                          |                          |   |  |                            |                            |  |  | 4 juillet 1912 - Stockholm | 4 juillet 1912 - Stockholm |
|  | Italie                   | Finlande                   | 0                        | 2                      |                          |                          |   |  |                            |                            |  |  | 4 juillet 1912 - Stockholm | 4 juillet 1912 - Stockholm |
|  | Italie                   | 2 juillet 1912 - Stockholm |                          | 2                      |                          |                          |   |  |                            |                            |  |  | 4 juillet 1912 - Stockholm | 4 juillet 1912 - Stockholm |
|  | Finlande                 | 3                          |                          |                        |                          |                          |   |  |                            |                            |  |  | 4 juillet 1912 - Stockholm | 4 juillet 1912 - Stockholm |
|  | Finlande                 | 3                          | Finlande                 | 2                      |                          |                          |   |  |                            |                            |  |  | 4 juillet 1912 - Stockholm | 4 juillet 1912 - Stockholm |
|  |                          |                            | Finlande                 | 2                      |                          |                          |   |  |                            |                            |  |  | 4 juillet 1912 - Stockholm | 4 juillet 1912 - Stockholm |
|  |                          | Russie                     | 1                        |                        |                          |                          |   |  |                            |                            |  |  | 4 juillet 1912 - Stockholm | 4 juillet 1912 - Stockholm |
|  | Russie                   | Russie                     | 1                        | Q.                     |                          |                          |   |  |                            |                            |  |  | 4 juillet 1912 - Stockholm | 4 juillet 1912 - Stockholm |
|  | Russie                   | 30 juin 1912 - Solna       |                          | Q.                     |                          |                          |   |  |                            |                            |  |  | 4 juillet 1912 - Stockholm | 4 juillet 1912 - Stockholm |
|  |                          |                            |                          |                        |                          |                          |   |  |                            |                            |  |  | 4 juillet 1912 - Stockholm | 4 juillet 1912 - Stockholm |
|  | Grande-Bretagne          | 4                          |                          |                        |                          |                          |   |  |                            |                            |  |  |                            |                            |
|  | Grande-Bretagne          | 4                          |                          |                        |                          |                          |   |  |                            |                            |  |  |                            |                            |
|  |                          | Danemark                   | 2                        |                        |                          |                          |   |  |                            |                            |  |  |                            |                            |
|  | Danemark                 | Danemark                   | 2                        | Q.                     |                          |                          |   |  |                            |                            |  |  |                            |                            |
|  | Danemark                 |                            |                          | Q.                     |                          |                          |   |  |                            |                            |  |  |                            |                            |
|  |                          |                            |                          |                        |                          |                          |   |  |                            |                            |  |  |                            |                            |
|  | Danemark                 | 7                          |                          |                        |                          |                          |   |  |                            |                            |  |  |                            |                            |
|  | Danemark                 | 7                          |                          |                        |                          |                          |   |  |                            |                            |  |  |                            |                            |
|  |                          | Norvège                    | 0                        |                        |                          |                          |   |  |                            |                            |  |  |                            |                            |
|  | Norvège                  | Norvège                    | 0                        | Q.                     |                          |                          |   |  |                            |                            |  |  |                            |                            |
|  | Norvège                  | 30 juin 1912 - Solna       |                          | Q.                     |                          |                          |   |  |                            |                            |  |  |                            |                            |
|  | France                   | forfait                    |                          |                        |                          |                          |   |  |                            |                            |  |  |                            |                            |
|  | France                   | forfait                    | Danemark                 | 4                      |                          |                          |   |  |                            |                            |  |  |                            |                            |
|  | 29 juin 1912 - Stockholm |                            | Danemark                 | 4                      |                          |                          |   |  |                            |                            |  |  |                            |                            |
|  |                          | Pays-Bas                   | 1                        |                        |                          |                          |   |  |                            |                            |  |  |                            |                            |
|  | Pays-Bas                 | Pays-Bas                   | 1                        | 4                      |                          |                          |   |  |                            |                            |  |  |                            |                            |
|  | Pays-Bas                 |                            |                          | 4                      |                          |                          |   |  |                            |                            |  |  |                            |                            |
|  | Suède                    | 3                          |                          | Match pour la 3e place | Match pour la 3e place   |                          |   |  |                            |                            |  |  |                            |                            |
|  | Suède                    | 3                          | Pays-Bas                 | Match pour la 3e place | Match pour la 3e place   | 3                        |   |  |                            |                            |  |  |                            |                            |
|  | 29 juin 1912 - Solna     | 29 juin 1912 - Solna       | Pays-Bas                 | 4 juillet 1912 - Solna | 4 juillet 1912 - Solna   | 3                        |   |  |                            |                            |  |  |                            |                            |
|  | 29 juin 1912 - Solna     | 29 juin 1912 - Solna       |                          | 4 juillet 1912 - Solna | 4 juillet 1912 - Solna   | Autriche                 | 1 |  |                            |                            |  |  |                            |                            |
|  | Autriche                 | 5                          | Pays-Bas                 | 9                      |                          | Autriche                 | 1 |  |                            |                            |  |  |                            |                            |
|  | Autriche                 | 5                          | Pays-Bas                 | 9                      |                          |                          |   |  |                            |                            |  |  |                            |                            |
|  | Allemagne                | 1                          |                          | Finlande               | 0                        |                          |   |  |                            |                            |  |  |                            |                            |
|  | Allemagne                | 1                          |                          | Finlande               | 0                        |                          |   |  |                            |                            |  |  |                            |                            |

### Tour préliminaire

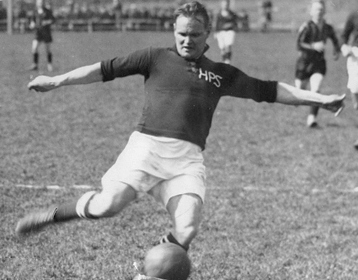
Le Finlandais Eino Soinio (en club).

Le tirage au sort du tour préliminaire, réalisé dans le bureau de la fédération suédoise le 18 juin, voit quatre des douze équipes en lice exemptées : le Danemark, la Russie, la Hongrie et la Grande-Bretagne. La Norvège, qui hérite de la France, est également dispensée de tour préliminaire à la suite du forfait français et accède donc directement aux quarts de finale comme les quatre précités. Les modalités d'organisation de ce tour préliminaire sont vivement critiquées car, à cause d'un tirage au sort intégral, le hasard fait que quatre des meilleures équipes doivent jouer les unes contre les autres tandis que les plus faibles sont exemptées, tout comme il est difficile aux habitants de la « Venise du nord » de comprendre pourquoi la Suède est opposée d'emblée aux Pays-Bas au lieu d'être placée d'office en quarts de finale.
Dès le match d'ouverture de la compétition, la Finlande frappe un grand coup en disposant, après une prolongation jouée en infériorité numérique et sous une chaleur accablante, des favoris italiens. Le principal artisan du succès finlandais est le demi-centre de tout juste 17 ans Eino Soinio, qui remet les deux équipes à égalité peu avant la mi-temps. L'équipe finlandaise tient ensuite le résultat malgré la sortie sur blessure de Wickström, et, bien que les Italiens soient techniquement supérieurs, parvient à inscrire le but de la victoire en contre-attaque. Le rapport officiel de la cinquième Olympiade cite la fatigue liée au voyage comme principale raison de la défaite italienne.
Dans une réédition du match pour la troisième place du tournoi olympique précédent, les Pays-Bas affrontent les hôtes suédois et s'imposent à nouveau après un match à rebondissements. Devant plus de 14 000 spectateurs, les Suédois ouvrent le score mais s'effondrent en encaissant deux buts autour de la mi-temps. Ils parviennent à égaliser à trois buts partout, avant de tirer un penalty détourné par le gardien néerlandais Just Göbel dans les dernières minutes du temps réglementaire. Peu de temps après le début de la prolongation, Jan Vos inscrit son deuxième but du match et offre la qualification aux Pays-Bas.
Enfin, l'Allemagne s'incline face à l'Autriche après avoir longtemps mené au score. Peu de temps après le début de la deuxième mi-temps, le gardien allemand Albert Weber est sérieusement blessé, mais, du fait de l'interdiction des remplacements en cours de match, il reste sur le terrain. L'équipe autrichienne profite de cette faiblesse et inverse le cours du match en quelques minutes. Finalement, Weber est contraint de quitter la pelouse et cède sa place dans le but à l'attaquant Willi Worpitzky. Les Allemands terminent la rencontre à dix et encaissent cinq buts en une demi-heure.

Photographies du tour préliminaire
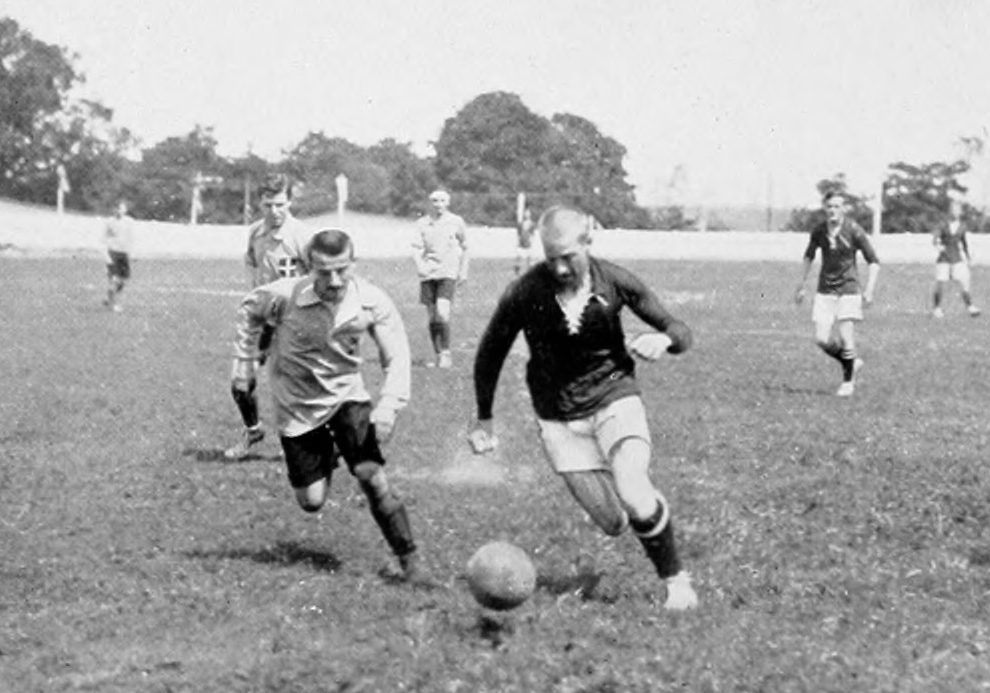
Scène de jeu d'Italie - Finlande
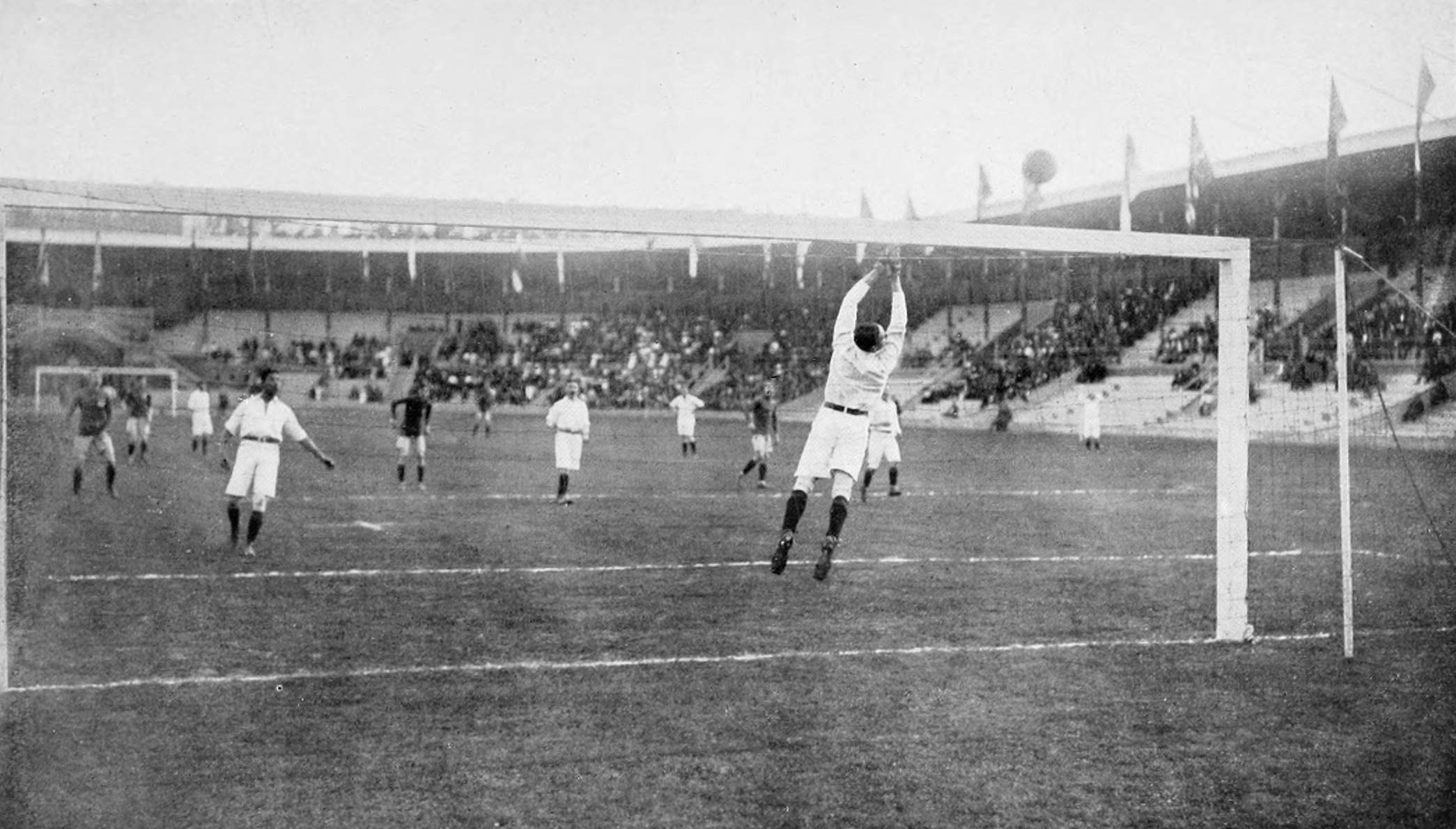
Parade du gardien néerlandais Göbel contre la Suède
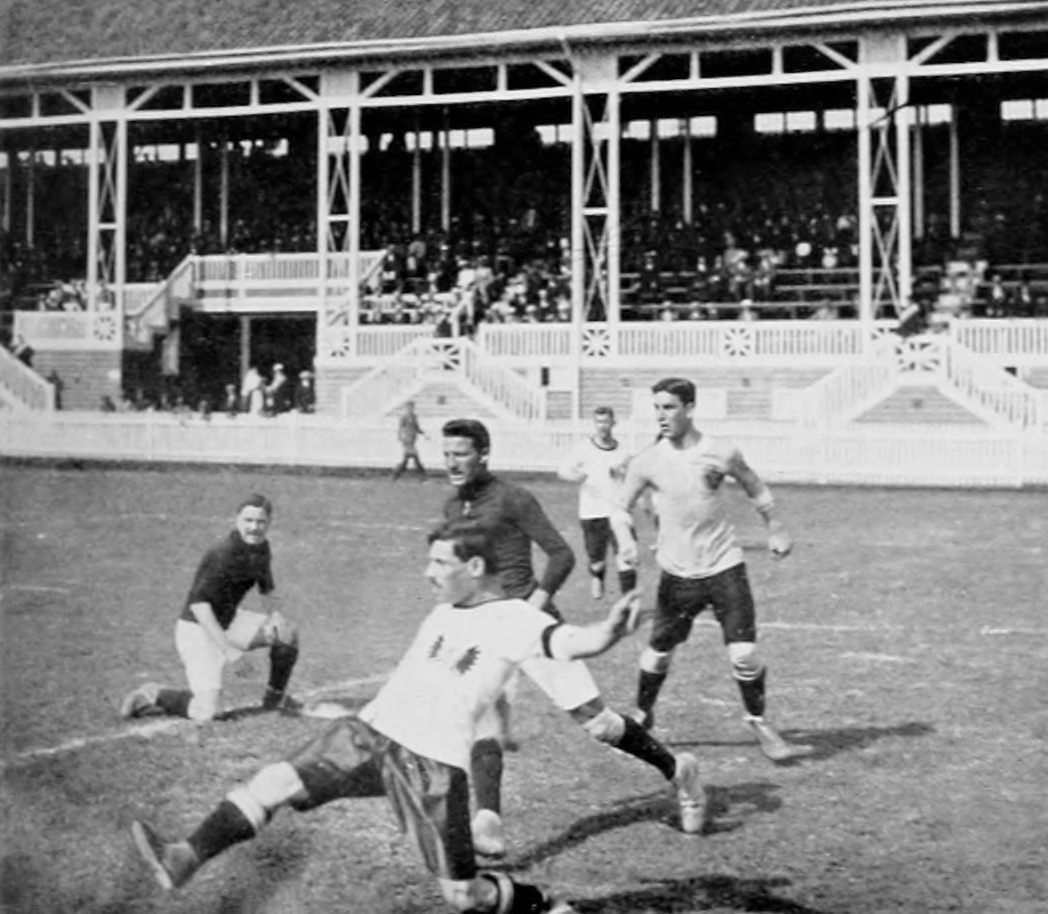
Scène de jeu d'Autriche - Allemagne

| 29 juin 1912 | Finlande | 3 – 2 a. p. | Italie | Idrottsplats (Traneberg)                 |                                          |
| 11 h 00      | Öhman 2e · E. Soinio 40e · Wiberg 105e                                                                       | (2 - 2)     | Bontadini 10e · Sardi 25e                                                                                            | Spectateurs : 600 Arbitrage : Hugo Meisl | Spectateurs : 600 Arbitrage : Hugo Meisl |
| 11 h 00      | Syrjäläinen - Holopainen, Löfgren - Lund, E. Soinio, K. Soinio - Wickström , Wiberg, Nyyssönen, Öhman, Niska | Équipes     | Campelli - Binaschi, De Vecchi - De Marchi ( 46e Morelli), Milano, Leone - Zuffi, Bontadini, Berardo, Sardi, Mariani | Spectateurs : 600 Arbitrage : Hugo Meisl | Spectateurs : 600 Arbitrage : Hugo Meisl |

| 29 juin 1912 | Autriche                                                                                                  | 5 – 1   | Allemagne                                                                                          | Råsunda Idrottsplats (Solna)                          |                                                       |
| 15 h 00      | Studnicka 58e · Neubauer 62e · Merz 75e, 81e · Cimera 89e                                                 | (0 - 1) | Jäger 35e                                                                                          | Spectateurs : 2 000 Arbitrage : Herbert James Willing | Spectateurs : 2 000 Arbitrage : Herbert James Willing |
| 15 h 00      | Noll - Graubart, Kurpiel - Brandstätter, Braunsteiner, Cimera - Hussak, Müller, Studnicka, Merz, Neubauer | Équipes | Weber 60e - Röpnack, Hollstein - Krogmann, Breunig, Bosch - Wegele, Jäger, Worpitzky, Kipp, Hirsch | Spectateurs : 2 000 Arbitrage : Herbert James Willing | Spectateurs : 2 000 Arbitrage : Herbert James Willing |

| 29 juin 1912 | Pays-Bas                                                                                               | 4 – 3 a. p. | Suède | Stade olympique (Stockholm)                               |                                                           |
| 19 h 00      | Bouvy 28e, 52e · Vos 43e, 91e                                                                          | (2 - 1)     | Swensson 3e, 80e · E. Börjesson 62e (pen.)                                                                         | Spectateurs : 14 000 Arbitrage : George Wagstaffe Simmons | Spectateurs : 14 000 Arbitrage : George Wagstaffe Simmons |
| 19 h 00      | Göbel - Wijnveldt, Feith - De Wolf, De Korver, Lotsy - Van Breda Kolff, De Groot, Ten Cate, Vos, Bouvy | Équipes     | J. Börjesson - Levin, Bergström - Wicksell, Sandberg, Gustafsson - Myhrberg, Swensson, E. Börjesson, Ekroth, Ansén | Spectateurs : 14 000 Arbitrage : George Wagstaffe Simmons | Spectateurs : 14 000 Arbitrage : George Wagstaffe Simmons |

### Quarts de finale

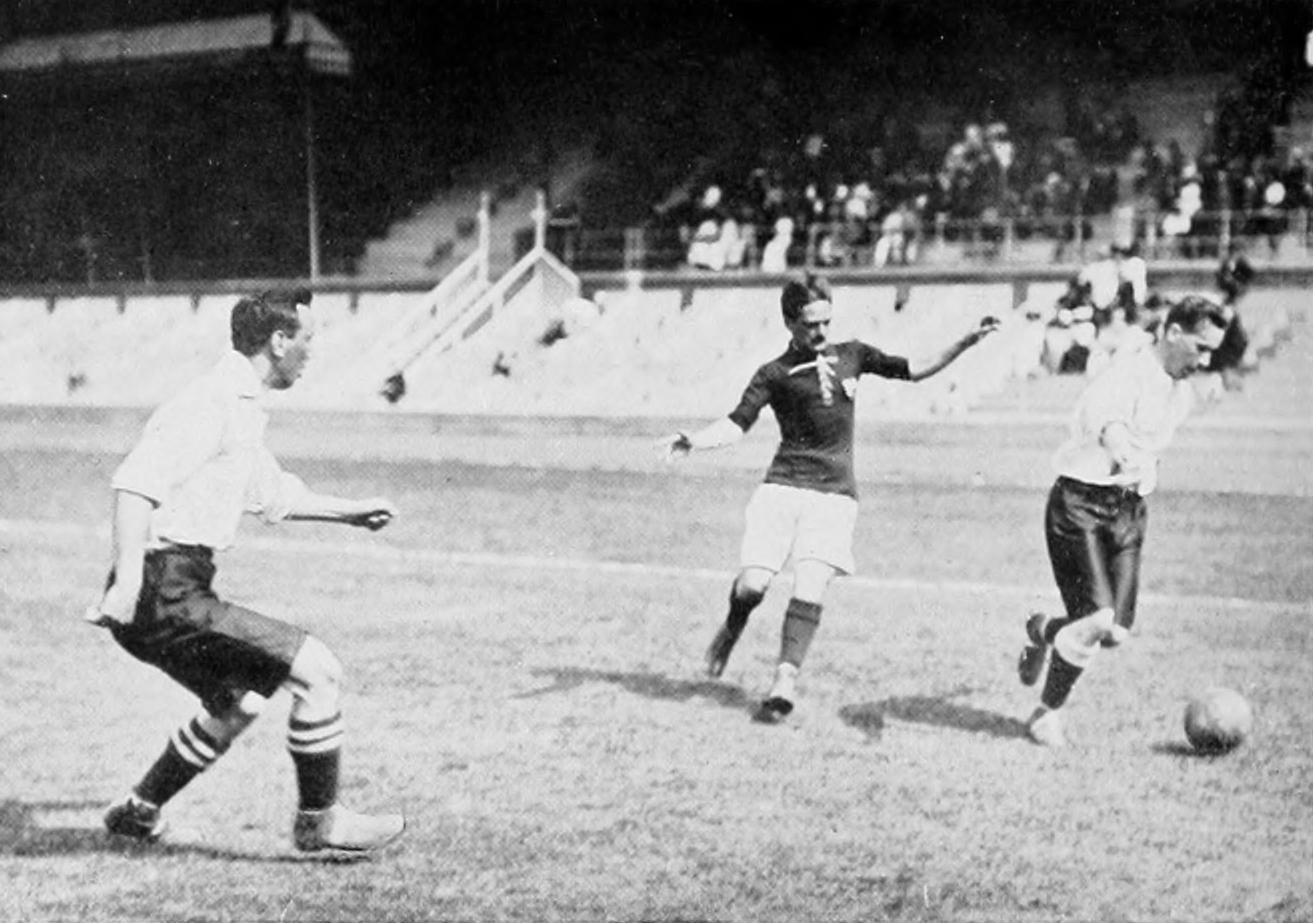
Les Britanniques, balle au pied, écrasent une pâle formation hongroise.

Au Råsunda, une équipe de Hongrie pourtant expérimentée rend les armes devant l'armada amateur anglaise, l'avant-centre d'Arsenal Harold Walden réalisant un sextuplé, tandis que le gardien de but Ronald Brebner met le Hongrois Schlosser en échec. Bien que les Britanniques finissent les dernières minutes à dix joueurs, ils creusent rapidement l'écart et concluent ainsi une victoire sereine par sept buts à zéro.
Sur le même terrain et sur le même score, les vice-champions olympiques danois ne laissent aucune chance à la Norvège, qu'ils affrontent pour la première fois de leur histoire. Dirigée par le demi-centre Nils Middelboe, l'équipe danoise est bien supérieure à tous égards et s'impose aisément.
Les Pays-Bas prennent rapidement la mesure de l'Autriche et après seulement une demi-heure, les Bataves mènent de trois buts. La réduction de l'écart par Alois Müller avant la mi-temps reste le dernier but de la rencontre, malgré quelques possibilités pour l'équipe autrichienne en seconde période.
Quant à la Russie, elle perd pour ses débuts internationaux par deux buts à un contre les « dissidents » finlandais. Les deux équipes montrent un jeu assez faible, le demi gauche finlandais Jarl Öhman forçant la décision en solitaire en fin de match.
| 30 juin 1912 | Finlande                                                                                               | 2 – 1   | Russie | Idrottsplats (Traneberg)                  |                                           |
| 10 h 00      | Wiberg 30e · Öhman 80e                                                                                 | (1 - 0) | Butusov 72e                                                                                                | Spectateurs : 300 Arbitrage : Per Sjöblom | Spectateurs : 300 Arbitrage : Per Sjöblom |
| 10 h 00      | Syrjäläinen - Holopainen, Löfgren - Lund, Soinio, Lietola - Wickström, Wiberg, Nyyssönen, Öhman, Niska | Équipes | Favorsky - Sokolov, Markov - Akimov, Khromov, Kynin - Smirnov, A. Filippov, Butusov, Zhitarev, S. Filippov | Spectateurs : 300 Arbitrage : Per Sjöblom | Spectateurs : 300 Arbitrage : Per Sjöblom |

| 30 juin 1912 | Grande-Bretagne                                                                              | 7 – 0   | Hongrie                                                                                       | Råsunda Idrottsplats (Solna)                                 |                                                              |
| 13 h 30      | Walden 21e, 23e, 49e, 53e, 55e, 85e · Woodward 45e                                           | (3 - 0) |                                                                                               | Spectateurs : 8 000 Arbitrage : Christiaan Jacobus Groothoff | Spectateurs : 8 000 Arbitrage : Christiaan Jacobus Groothoff |
| 13 h 30      | Brebner - Burn, Knight - Littlewort, Hanney , Dines - Berry, Woodward, Walden, Hoare, Sharpe | Équipes | Domonkos - Rumbold, Payer - Bíró, Károly, Vágó - Sebestyén, Bodnár, Pataki, Schlosser, Borbás | Spectateurs : 8 000 Arbitrage : Christiaan Jacobus Groothoff | Spectateurs : 8 000 Arbitrage : Christiaan Jacobus Groothoff |

| 30 juin 1912 | Danemark | 7 – 0   | Norvège | Råsunda Idrottsplats (Solna)                |                                             |
| 16 h 30      | Olsen 4e, 70e, 88e · Wolfhagen 25e · Middelboe 37e · S. Nielsen 60e, 85e                                     | (3 - 0) | | Spectateurs : 700 Arbitrage : Ruben Gelbord | Spectateurs : 700 Arbitrage : Ruben Gelbord |
| 16 h 30      | Hansen - Buchwald, Hansen - Lykke, Middelboe, Berth - Petersen, S. Nielsen, Olsen, Christoffersen, Wolfhagen | Équipes | Pedersen - Skou, Baastad - Johansen, Herlofson, Andersen - Reinholdt, Krefting, Endrerud, R. Maartmann, E. Maartmann | Spectateurs : 700 Arbitrage : Ruben Gelbord | Spectateurs : 700 Arbitrage : Ruben Gelbord |

| 30 juin 1912 | Pays-Bas                                                                                              | 3 – 1   | Autriche                                                                                                  | Råsunda Idrottsplats (Solna)                 |                                              |
| 19 h 00      | Bouvy 8e · Ten Cate 12e · Vos 30e                                                                     | (3 - 1) | Müller 41e                                                                                                | Spectateurs : 7 000 Arbitrage : David Philip | Spectateurs : 7 000 Arbitrage : David Philip |
| 19 h 00      | Göbel - Wijnveldt, Bouman - Fortgens, Boutmy, Lotsy - Van Breda Kolff, De Groot, Ten Cate, Vos, Bouvy | Équipes | Noll - Graubart, Kurpiel - Brandstätter, Braunsteiner, Cimera - Hussak, Müller, Studnicka, Merz, Neubauer | Spectateurs : 7 000 Arbitrage : David Philip | Spectateurs : 7 000 Arbitrage : David Philip |

### Demi-finales

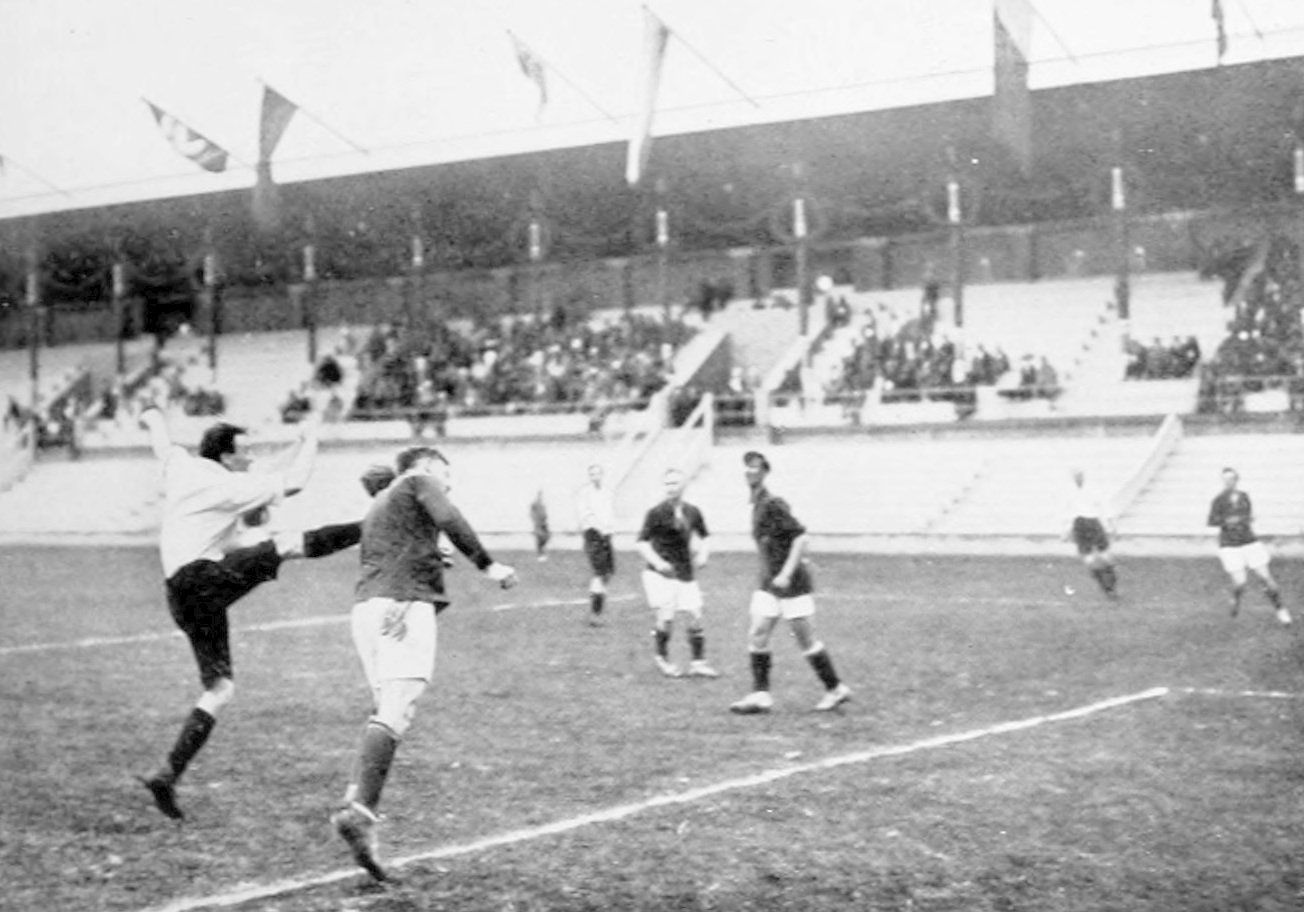
La défense finlandaise tente de repousser une offensive britannique.

Avec son succès sur une solide équipe des Pays-Bas, le Danemark renforce sa stature de nation majeure du football européen. Les Danois entament le match sur un rythme élevé et prennent le dessus sur l'équipe néerlandaise, privée de l'un de ses cadres, Bok de Korver. À la mi-temps, les Scandinaves mènent déjà par trois buts à zéro. Peu de temps après la pause, l'intérieur droit danois Poul Nielsen subit une grave blessure au genou et les Danois gèrent la fin de match à dix joueurs pour s'imposer par quatre buts à un.
Comme prévu, la Grande-Bretagne parvient en finale après un succès sur la Finlande. Les Finlandais, qui en sont à leur troisième match en seulement quatre jours, marquent contre leur camp dès les premières minutes de jeu. Les favoris britanniques se permettent de laisser Arthur Berry au repos, voulant éviter d'autres blessures après avoir perdu Ted Hanney en quart de finale. Malgré leur meilleure performance du tournoi, les Finlandais ne mettent jamais en danger le triomphe britannique et sont battus par quatre buts à zéro.
| 2 juillet 1912 | Grande-Bretagne                                                                               | 4 – 0   | Finlande                                                                                               | Stade olympique (Stockholm)                   |                                               |
| 15 h 00        | Holopainen 2e (csc) · Walden 7e, 77e · Woodward 82e                                           | (2 - 0) | | Spectateurs : 4 000 Arbitrage : Ruben Gelbord | Spectateurs : 4 000 Arbitrage : Ruben Gelbord |
| 15 h 00        | Brebner - Burn, Knight - Littlewort, Stamper, Dines - Wright, Woodward, Walden, Hoare, Sharpe | Équipes | Syrjäläinen - Holopainen, Löfgren - Lund, Soinio, Lietola - Wickström, Wiberg, Nyyssönen, Öhman, Niska | Spectateurs : 4 000 Arbitrage : Ruben Gelbord | Spectateurs : 4 000 Arbitrage : Ruben Gelbord |

| 2 juillet 1912 | Danemark | 4 – 1   | Pays-Bas                                                                                              | Stade olympique (Stockholm)                 |                                             |
| 19 h 00        | Jørgensen 7e · Olsen 14e, 87e · P. Nielsen 37e                                                                        | (3 - 0) | H. Hansen 85e (csc)                                                                                   | Spectateurs : 6 000 Arbitrage : Ede Herczog | Spectateurs : 6 000 Arbitrage : Ede Herczog |
| 19 h 00        | Hansen - Buchwald, H. Hansen - Jørgensen, Middelboe, Berth - O. Nielsen, P. Nielsen 60e, Olsen, S. Nielsen, Wolfhagen | Équipes | Göbel - Wijnveldt, Bouman - Fortgens, Boutmy, Lotsy - Van Breda Kolff, De Groot, Ten Cate, Vos, Bouvy | Spectateurs : 6 000 Arbitrage : Ede Herczog | Spectateurs : 6 000 Arbitrage : Ede Herczog |

### Match pour la médaille de bronze
Le match pour la médaille de bronze est à sens unique. Les Finlandais, à court de forme, font un seul changement en attaque, tandis que les Néerlandais apparaissent plus affutés, marquant neuf buts dont cinq par Jan Vos. Les Pays-Bas sont médaillés de bronze pour la deuxième fois en deux éditions. La fédération suédoise offre aux Finlandais des médailles en argent portant leur logo, un prix également attribué aux Hongrois, vainqueurs du tournoi de consolation.
| 4 juillet 1912 | Pays-Bas                                                                                                 | 9 – 0   | Finlande                                                                                            | Råsunda Idrottsplats (Solna)                |                                             |
| 15 h 00        | Van der Sluis 24e, 57e · De Groot 28e, 86e · Vos 29e, 43e, 46e, 74e, 78e                                 | (4 - 0) | | Spectateurs : 1 000 Arbitrage : Per Sjöblom | Spectateurs : 1 000 Arbitrage : Per Sjöblom |
| 15 h 00        | Göbel - Wijnveldt, Feith - De Wolf, Boutmy, Lotsy - Van Breda Kolff, De Groot, Van der Sluis, Vos, Bouvy | Équipes | Syrjäläinen - Holopainen, Löfgren - Lund, Soinio, Lietola - Tanner, Wiberg, Nyyssönen, Öhman, Niska | Spectateurs : 1 000 Arbitrage : Per Sjöblom | Spectateurs : 1 000 Arbitrage : Per Sjöblom |

### Finale

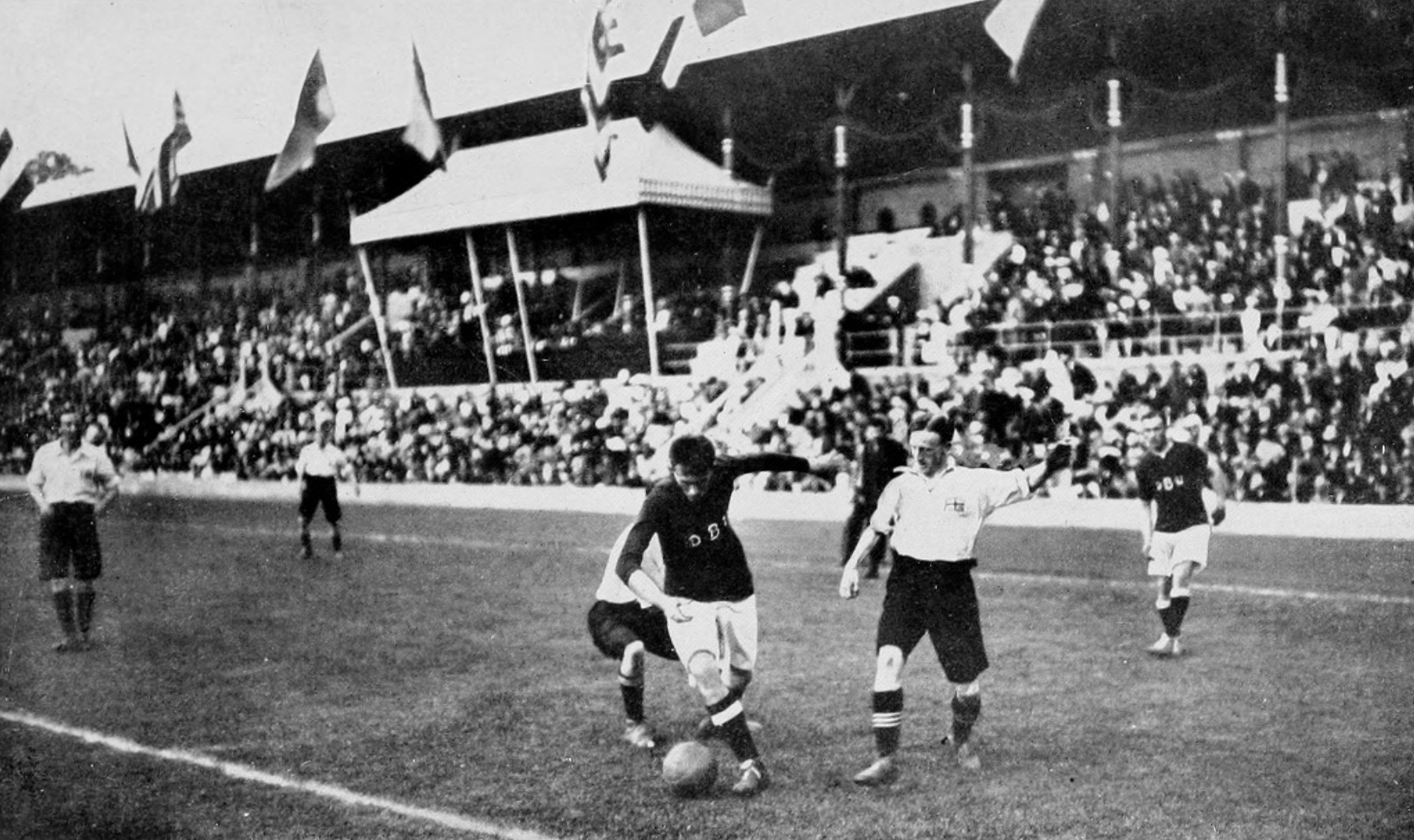
Le capitaine danois Nils Middelboe (maillot foncé) dribble deux adversaires britanniques.

La finale est la même affiche que lors de la première édition en 1908. Devant 25 000 spectateurs, la Grande-Bretagne prend le jeu à son compte et mène rapidement de deux buts, signés Arthur Berry et Gordon Hoare. Peu de temps après la demi-heure de jeu et la réduction de l'écart par Anthon Olsen, l'avocat danois Charles Buchwald se blesse. Diminué, le Danemark concède deux buts supplémentaires avant la pause. Avec ce second titre olympique, les Britanniques maintiennent leur hégémonie sur le football continental.
| 4 juillet 1912 | Grande-Bretagne                                                                                | 4 – 2   | Danemark | Stade olympique (Stockholm)                                   |                                                               |
| 19 h 00        | Walden 10e · Hoare 22e, 41e · Berry 43e                                                        | (4 - 1) | Olsen 27e, 81e | Spectateurs : 25 000 Arbitrage : Christiaan Jacobus Groothoff | Spectateurs : 25 000 Arbitrage : Christiaan Jacobus Groothoff |
| 19 h 00        | Brebner - Burn, Knight - Littlewort, McWhirter, Dines - Berry, Woodward, Walden, Hoare, Sharpe | Équipes | Hansen - Buchwald 30e, H. Hansen - Jørgensen, Middelboe, Berth - O. Nielsen, Thufason, Olsen, S. Nielsen, Wolfhagen | Spectateurs : 25 000 Arbitrage : Christiaan Jacobus Groothoff | Spectateurs : 25 000 Arbitrage : Christiaan Jacobus Groothoff |

## Médaillés

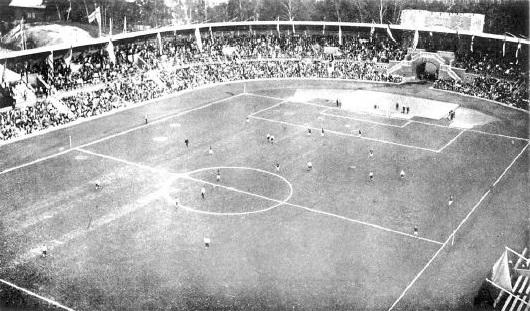
JO de 1912, la finale Grande-Bretagne-Danemark.

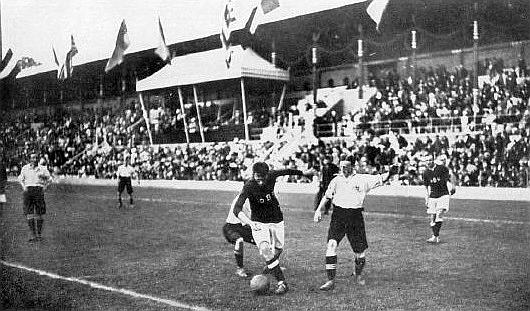
Finale JO 1912, Grande-Bretagne contre Danemark, Nils Middelboe le capitaine danois avec la balle au pied.

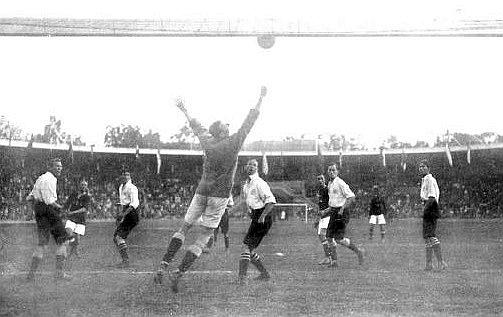
Finale JO 1912, Grande-Bretagne contre Danemark, le gardien anglais en danger.

| Épreuves         | Or | Argent | Bronze |
| ---------------- | --- | --- | --- |
| Tournoi masculin | Grande-Bretagne- Arthur Berry Ronald Brebner Thomas Burn Joseph Dines Edward Hanney Gordon Hoare Arthur Knight Henry Littlewort Douglas McWhirter Ivan Sharpe Harold Stamper Harold Walden Vivian Woodward Gordon Wright | Danemark- Paul Berth Charles Buchwald Hjalmar Christoffersen Harald Hansen Sophus Hansen Emil Jørgensen Ivar Lykke Nils Middelboe Oskar Nielsen Poul Nielsen Sophus Nielsen Anthon Olsen Axel Petersen Axel Thufason Vilhelm Wolfhagen | Pays-Bas- Piet Bouman Joop Boutmy Nico Bouvy Huug de Groot Bok de Korver Nico de Wolf Constant Feith Ge Fortgens Just Göbel Dirk Lotsy Caesar ten Cate Jan van Breda Kolff Jan van der Sluis Jan Vos David Wijnveldt |

## Tournoi de consolation
Le tournoi de consolation est ouvert aux équipes éliminées au tour préliminaire ou en quarts de finale et offre comme récompense au vainqueur la cinquième place.

### Premier tour
| 1er juillet 1912 | Autriche | 1 – 0   | Norvège | Idrottsplats (Traneberg)                  |                                           |
| 11 h 00          | Grundwald 2e | (1 - 0) | | Spectateurs : 200 Arbitrage : Per Sjöblom | Spectateurs : 200 Arbitrage : Per Sjöblom |
| 11 h 00          | Kaltenbrunner - Graubart, Braunsteiner - Brandstätter, Weber, Cimera - Blaha, Müller, Grundwald, Merz, Neubauer | Équipes | Pedersen - Skou, Baastad - Johansen, Herlofson, Jensen - Reinholdt, Krefting, Endrerud, R. Maartmann, E. Maartmann | Spectateurs : 200 Arbitrage : Per Sjöblom | Spectateurs : 200 Arbitrage : Per Sjöblom |

| 1er juillet 1912 | Allemagne                                                                                                   | 16 – 0  | Russie | Råsunda Idrottsplats (Solna)                                 |                                                              |
| 17 h 00          | Fuchs 2e, 9e, 21e, 28e, 34e, 46e, 51e, 55e, 65e, 69e · Förderer 6e, 27e, 53e, 66e · Burger 30e · Oberle 58e | (8 - 0) | | Spectateurs : 2 000 Arbitrage : Christiaan Jacobus Groothoff | Spectateurs : 2 000 Arbitrage : Christiaan Jacobus Groothoff |
| 17 h 00          | Werner - Reese, Hempel - Burger, Glaser, Ugi - Uhle, Förderer, Fuchs, Oberle, Thiel                         | Équipes | Favorsky - Sokolov, Rimsha - Uversky, Khromov, Yakovlev - Smirnov, Nikitin, Butusov, Zhitarev, S. Filippov | Spectateurs : 2 000 Arbitrage : Christiaan Jacobus Groothoff | Spectateurs : 2 000 Arbitrage : Christiaan Jacobus Groothoff |

| 1er juillet 1912 | Italie                                                                                                | 1 – 0   | Suède | Råsunda Idrottsplats (Solna)                          |                                                       |
| 19 h 00          | Bontadini 15e                                                                                         | (1 - 0) | | Spectateurs : 2 500 Arbitrage : Herbert James Willing | Spectateurs : 2 500 Arbitrage : Herbert James Willing |
| 19 h 00          | Campelli - Binaschi, De Vecchi - Valle, Milano, Leone - Barbesino, Bontadini, Berardo, Sardi, Mariani | Équipes | J. Börjesson - Törnqvist, Bergström - Wicksell, Frykman, Gustafsson - Myhrberg, Swensson, E. Börjesson, Dahlström, Ansén | Spectateurs : 2 500 Arbitrage : Herbert James Willing | Spectateurs : 2 500 Arbitrage : Herbert James Willing |

Exempté : Hongrie

### Demi-finales de consolation
| 3 juillet 1912 | Hongrie                                                                                      | 3 – 1   | Allemagne                                                                                    | Råsunda Idrottsplats (Solna)                                 |                                                              |
| 15 h 00        | Schlosser 3e, 39e, 82e                                                                       | (2 - 0) | Förderer 56e                                                                                 | Spectateurs : 2 000 Arbitrage : Christiaan Jacobus Groothoff | Spectateurs : 2 000 Arbitrage : Christiaan Jacobus Groothoff |
| 15 h 00        | Domonkos - Rumbold, Payer - Szury, Blum, Vágó - Sebestyén, Bodnár, Fekete, Schlosser, Borbás | Équipes | Werner - Röpnack, Hollstein - Krogmann, Bosch, Ugi - Wegele, Förderer, Fuchs, Oberle, Hirsch | Spectateurs : 2 000 Arbitrage : Christiaan Jacobus Groothoff | Spectateurs : 2 000 Arbitrage : Christiaan Jacobus Groothoff |

| 3 juillet 1912 | Autriche | 5 – 1   | Italie                                                                                                | Stade olympique (Stockholm)                           |                                                       |
| 19 h 00        | Müller 30e · Grundwald 40e, 89e · Hussak 49e · Studnicka 65e                                                          | (2 - 0) | Berardo 81e                                                                                           | Spectateurs : 3 500 Arbitrage : Herbert James Willing | Spectateurs : 3 500 Arbitrage : Herbert James Willing |
| 19 h 00        | Kaltenbrunner - Graubart, Braunsteiner - Brandstätter, Weber, Cimera - Hussak, Müller, Studnicka, Grundwald, Neubauer | Équipes | Campelli - Binaschi, De Vecchi - Valle, Milano, Leone - Zuffi, Bontadini, Berardo, Barbesino, Mariani | Spectateurs : 3 500 Arbitrage : Herbert James Willing | Spectateurs : 3 500 Arbitrage : Herbert James Willing |

### Finale (match pour la cinquième place)
| 5 juillet 1912 | Hongrie                                                                                     | 3 – 0   | Autriche | Råsunda Idrottsplats (Solna)                          |                                                       |
| 19 h 00        | Schlosser 32e · Pataki 60e · Bodnár 76e                                                     | (1 - 0) | | Spectateurs : 5 000 Arbitrage : Herbert James Willing | Spectateurs : 5 000 Arbitrage : Herbert James Willing |
| 19 h 00        | Domonkos - Rumbold, Payer - Bíró, Blum, Vágó - Sebestyén, Bodnár, Pataki, Schlosser, Borbás | Équipes | Kaltenbrunner - Graubart, Braunsteiner - Brandstätter, Kurpiel, Cimera - Hussak, Müller, Grundwald, Merz, Neubauer | Spectateurs : 5 000 Arbitrage : Herbert James Willing | Spectateurs : 5 000 Arbitrage : Herbert James Willing |

## Statistiques et récompenses

### Classement des buteurs
- Harold Walden : 9 buts
- Gottfried Fuchs (tournoi de consolation : 10 buts)

### Classement final
| Rang | Équipe          | Pts | J | G | N | P | Bp | Bc | Diff |
| ---- | --------------- | --- | - | - | - | - | -- | -- | ---- |
| 1    | Grande-Bretagne |     | 3 | 3 | 0 | 0 | 15 | 2  | +13  |
| 2    | Danemark        |     | 3 | 2 | 0 | 1 | 13 | 5  | +8   |
| 3    | Pays-Bas        |     | 4 | 3 | 0 | 1 | 17 | 8  | +9   |
| 4    | Finlande        |     | 4 | 2 | 0 | 2 | 5  | 16 | -11  |
| 5    | Hongrie         |     | 3 | 2 | 0 | 1 | 6  | 8  | -2   |
| 6    | Autriche        |     | 5 | 3 | 0 | 2 | 12 | 8  | +4   |
| 7    | Allemagne       |     | 3 | 1 | 0 | 2 | 18 | 8  | +10  |
| 8    | Italie          |     | 3 | 1 | 0 | 2 | 4  | 8  | -4   |
| 9    | Suède           |     | 2 | 0 | 0 | 2 | 3  | 5  | -2   |
| 10   | Norvège         |     | 2 | 0 | 0 | 2 | 0  | 8  | -8   |
| 11   | Russie          |     | 2 | 0 | 0 | 2 | 1  | 18 | -17  |
|      | France          |     | 0 |   |   |   |    |    |      |